# Антъни Уейн
Антъни Уейн („Лудия“ Антъни Уейн) (на английски: Anthony Wayne) (1745–1796) е американски тенерал. Роден в Пенсилвания на 1 януари 1745 г. Присъединява се към американската армия при избухването на Американската революция (1786–95) и командва леката пехота по време на войната. Генерал Уейн си спечелва необикновения прякор „Лудия“ Антъни Уейн по време на войната, когато арестува негов стар приятел и съсед. Научавайки, че Уейн отрича да е чувал за него, съседът заявил: „Сигурно е луд.“ През 1779 г. Уейн печели най-голямата си победа във войната, когато ръководи малка група доброволци, предимно погранични жители използващи индиански тактики в изненадващо нападение на британската крепост в Стоуни Пойнт, Ню Йорк. Генералът няма достатъчно мъже да задържи крепостта, но превземането и утвърждава неговата репутация на боец.
През април 1792 г. президентът Джордж Вашингтон назначава Уейн като командир на американските армейски сили известни тогава като Легион на Съединените щати в Страната Охайо със задачата да смаже индианската съпротива там срещу разширяването на белите селища на запад. Уейн поема контрола над силите си в лагер на река Охайо, който кръщава Легионвил. Прекарва там близо 2 години да тренира и дисциплинира войските си като същевременно изучава и индианските тактики при война. За разлика от предишните командващи Артър Сейнт Клеър и Джозая Хармър, които се провалят с поставените им задачи, Уейн стига до извода, че най-добрият начин да се победят индианците е да се води война на изнудването, съсредоточена върху унищожаването на техните села и провизии.
На 11 септември 1793 г., агент на Ирокезката конфедерация информира Уейн във Форт Вашингтон (днешен Синсинати, Охайо), че мирните преговори между правителството на САЩ и шоуните са били прекъснати. През пролетта на 1794 г. Уейн напредва на север по река Мауми, изграждайки фортовете Грийнвил, Уейн и Дифайънс, подготвяйки се за военни действия срещу шоуните.
На 17 август 1794 г. индианските сили под ръководството на вожда на маямите Малката костенурка и вожда на шоуните Синята куртка пробват да направят засада на Уейн в долината на река Мауми. Предупреден от неговите индиански разузнавачи, Уейн оставя враждебните индианци да чакат 3 дни преди да започне битката при Фалън Тимбърс (1794). Първоначално милицията изпада в паника, когато индианците нападат, но Уейн възстановява дисциплината отчасти със стрелба по бягащите мъже. Редовната войска скоро прогонва индианските сили. През януари 1795 г. Синята куртка и неговите хора прогонени от домовете си от войските на Уейн пристига във Форт Грийнвил с молба за мир. По-късно през август Уейн и шоуните подписват Договора от Грийнвил (1795) донесъл мир в Охайо. Антъни Уейн умира на 15 декември 1796 г.